# Wally Ladrow
Walter Paul Ladrow (* 16. Oktober 1895, Brookside (Oconto County), Wisconsin; † 22. Juli 1974, Green Bay) war ein US-amerikanischer Fullback im Football. Nach dem Besuch der Green Bay East High School spielte er für lokale semiprofessionelle Teams und schloss sich 1919 den neu gegründeten Green Bay Packers an. Er spielte von 1919 bis 1921 für die Packers und bestritt ein Spiel für das Team, als diese der American Professional Football Association (APFA, heute National Football League) angehörten. Er war das letzte überlebende Mitglied der ursprünglichen Green Bay Packers und starb einen Monat nach seinem Teamkollegen Gus Rosenow im Jahr 1974.

## Leben

### Jugend
Ladrow wurde am 16. Oktober 1895 in Brookside, Oconto County, Wisconsin geboren. Sein Vater war ein Immigrant aus Belgien und seine Mutter kam aus Kanada. Er besuchte die Green Bay East High School, wo er für die Footballmannschaft spielte.

## Karriere
Nach der Highschool spielte Ladrow für lokale Mannschaften in Green Bay, unter anderem als Kapitän der lokalen Mannschaft „The Hillsides“. Er spielte als fullback und die „Hillsides“ traten für das Viertel Astor Park von Green Bay an. In der Saison 1915 musste er wegen eines Schlüsselbeinbruchs vorübergehend pausieren. Er erinnerte sich, dass er in einem Jahr mit den Hillsides „Jim Coffeens Stadtteam in der Stadtmeisterschaft schlug“ („we beat Jim Coffeen’s city team for the city championship“). Er spielte 1918 auch für die semiprofessionelle Footballmannschaft von Green Bay, die Anfang November noch ungeschlagen war. Er war Starting End und kam in zwei Spielen zum Einsatz.
1919 schloss sich Ladrow den neu gegründeten Green Bay Packers an. Später sagte er, er sei von Curly Lambeau eingeladen worden, für das Team zu spielen. Lambeau war der Team-Gründer, der sich an ihn aus dem Hillsides-Team erinnerte. Er spielte Fullback in der ersten Mannschaft der Packers und verhalf ihnen zu den ersten zehn Siegen. Im Saisonfinale verloren die Packers zum ersten Mal mit 6:0 gegen die Beloit Fairies. Er war einer von mehreren ursprünglichen Packers, die für die Indian Packing Company arbeiteten, eine lokale Fleischverpackungsfirma (Potted meat), die das Team sponserte. Er spielte 1920 weiterhin für das Team und trug zu ihrem Rekord von 10:1:1 bei. Seine letzte Saison spielte er 1921 für die Packers, als diese der American Professional Football Association (APFA, heute National Football League) beitraten, trat jedoch nur in einem einzigen Spiel an. Später erinnerte er sich: „Mein letztes Spiel war gegen die Cardinals in Chicago. Paddy Driscoll und Curly erzielten an diesem Tag beide Dropkicks, und wir spielten 3:3 unentschieden“ („The last game I played in was against the Cardinals in Chicago. Paddy Driscoll and Curly both dropkicked field goals that day and we tied, 3–3“).
Neben Football spielte er auch Baseball für lokale Mannschaften. Er war auch als Bowler aktiv und Mitbegründer der Green Bay Bowling Association, deren Vorstand er später war. 1971 war er Ehrenpräsident des Wisconsin State Tournament.

## Späteres Leben, Tod
Nach seiner Footballkarriere arbeitete Ladrow 38 Jahre lang bei einem Postamt, bevor er 1961 in den Ruhestand ging, nachdem er zum Leiter (Superintendent) seines Postamts aufgestiegen war. Er war Mitglied mehrerer Logen, unter anderem Odd Fellow, Sekretär der Washington Lodge und Mitglied des Tripoli Shrine Temple, der Palestine Commandery, des Nazarene White Shrine und des Northeast Wisconsin Scottish Rite. Er war Mitglied der St. Paul United Methodist Church und der Packers Alumni Association. Er war mit Alma Ladrow verheiratet und hatte mit ihr zwei Söhne. Nach dem Tod von Gus Rosenow im Juni 1974 war Ladrow das letzte noch lebende Mitglied der ursprünglichen Packers. Ladrow starb einen Monat später, am 22. Juli 1974, im Alter von 78 Jahren.